# Galaxias Almecatla
Galaxias Almecatla är en ort i Mexiko.   Den ligger i kommunen Cuautlancingo och delstaten Puebla, i den sydöstra delen av landet, 100 km öster om huvudstaden Mexico City. Galaxias Almecatla ligger 2 170 meter över havet och antalet invånare är 104.
Terrängen runt Galaxias Almecatla är huvudsakligen platt, men åt nordost är den kuperad. Runt Galaxias Almecatla är det mycket tätbefolkat, med 2 614 invånare per kvadratkilometer. Närmaste större samhälle är Puebla de Zaragoza, 9,0 km söder om Galaxias Almecatla. Runt Galaxias Almecatla är det i huvudsak tätbebyggt.